# Municipio de Bonaville
El municipio de Bonaville (en inglés: Bonaville Township) es un municipio ubicado en el condado de McPherson en el estado estadounidense de Kansas. En el año 2010 tenía una población de 74 habitantes y una densidad poblacional de 0,79 personas por km².

## Geografía
El municipio de Bonaville se encuentra ubicado en las coordenadas 38°33′37″N 97°31′40″O / 38.56028, -97.52778. Según la Oficina del Censo de los Estados Unidos, el municipio tiene una superficie total de 93.24 km², de la cual 92,85 km² corresponden a tierra firme y (0,43 %) 0,4 km² es agua.

## Demografía
Según el censo de 2010, había 74 personas residiendo en el municipio de Bonaville. La densidad de población era de 0,79 hab./km². De los 74 habitantes, el municipio de Bonaville estaba compuesto por el 100 % blancos. Del total de la población el 0 % eran hispanos o latinos de cualquier raza.